# Африканский Кубок чемпионов 1969
Африканский Кубок чемпионов 1969 — пятый розыгрыш турнира. Как и в предыдущем сезоне — планировалось участие в турнире 20 команд. Перед стартом предварительного раунда отозвал свою заявку представитель ЦАР «Каттен». Конголезский «ТП Энглеберт» в третий раз подряд дошёл до финала, где уступил клубу «Исмаили». Впервые в турнире участвовало две команды, представляющие одну страну — ДР Конго.

## Предварительный раунд
| Команда 1        | Итог  | Команда 2       | 1-й матч | 2-й матч |
| ---------------- | ----- | --------------- | -------- | -------- |
| Африка Спортс    | 7:1   | Олимпик Спортиф | 5:1      | 2:0      |
| Янг Африканс     | 4:3   | Фитарикандру    | 4:1      | 0:2      |
| Сент-Элуа Лупопо | отказ | УС Каттен       |          |          |
| Хога             | 3:4   | Бурри           | 2:0      | 1:4      |

## Первый раунд
| Команда 1     | Итог | Команда 2         | 1-й матч | 2-й матч       |
| ------------- | ---- | ----------------- | -------- | -------------- |
| Асанте Котоко | 6:2  | Патронаж Сент-Анн | 5:1      | 1:1            |
| Аль-Тахадди   | 0:8  | Исмаили           | 0:5      | 0:3            |
| Бурри         | 3:4  | Гор Махиа         | 2:4      | 1:0            |
| Кайман        | 1:3  | Сент-Элуа Лупопо  | 0:0      | 1:3            |
| Сент-Джордж   | 0:5  | Янг Африканс      | 0:0      | 0:5            |
| Сектёр 6      | 1:8  | Этуаль Филант     | 1:5      | 0:3            |
| ТП Энглеберт  | 4:3  | Африка Спортс     | 2:1      | 2:2            |
| ФРАН          | 2:9  | Конакри II        | 2:7      | 0:2 тех.победа |

## Четвертьфиналы
| Команда 1     | Итог       | Команда 2        | 1-й матч | 2-й матч |
| ------------- | ---------- | ---------------- | -------- | -------- |
| Асанте Котоко | 2:2 жребий | Янг Африканс     | 1:1      | 1:1      |
| Исмаили       | 4:2        | Гор Махиа        | 3:1      | 1:1      |
| Конакри II    | 10:3       | Сент-Элуа Лупопо | 7:2      | 3:1      |
| ТП Энглеберт  | 4:2        | Этуаль Филант    | 4:1      | 0:1      |

## Полуфиналы
| Команда 1     | Итог | Команда 2  | 1-й матч | 2-й матч |
| ------------- | ---- | ---------- | -------- | -------- |
| Асанте Котоко | 4:5  | Исмаили    | 2:2      | 2:3      |
| ТП Энглеберт  | 7:5  | Конакри II | 4:0      | 3:5      |

## Финал
| 22 декабря 1969 | \| ТП Энглеберт \| 2:2 \| Исмаили \| \| неизвестен — \| Голы \| — Абдель-Разак · — Хендави \| | 20-го мая, Киншаса         |
| ТП Энглеберт    | 2:2                                                                                           | Исмаили                    |
| неизвестен —    | Голы                                                                                          | — Абдель-Разак · — Хендави |

| 9 января 1970                 | \| Исмаили \| 3:1 \| ТП Энглеберт \| \| Абдель-Разак — · Або Грейша — \| Голы \| — неизвестен \| | Каирский международный стадион, Каир |
| Исмаили                       | 3:1                                                                                              | ТП Энглеберт                         |
| Абдель-Разак — · Або Грейша — | Голы                                                                                             | — неизвестен                         |

## Чемпион
| Победитель Африканского Кубка чемпионов 1969 |
| -------------------------------------------- |
| Исмаили 1-й титул                            |